# Rosamund Kwan
Rosamund Kwan Chi Lam (關之琳 |關家慧 |關芝琳 | cantonés: Gwaan Ji Lam | mandarín: Guān Zhī Lín) es una actriz china, nacida el 24 de septiembre de 1962 en Hong Kong.

## Biografía
Rosamund era hija de dos populares actores cinematográficos de Hong Kong. Su padre era Kwan Shan, que había adquirido cierta reputación al convertirse en el primer actor hongkonés galardonado fuera del continente asiático (Festival Internacional de Cine de Locarno en 1958 por The Story of Ah Q) y su madre era Zhang Bing Si, una actriz de reparto habitual de los estudios Great Wall. 
Tras una serie de apariciones televisivas, en 1982 el director Lau Shing Hon le dio la oportunidad de protagonizar su primera película, junto al ya popular Chow Yun Fat, titulada El cazador de cabezas. Su intervención en esta película atrajo la atención de los estudios Shaw Bros., que le firmaron un contrato para un par de películas, y más tarde de Golden Harvest, que la hicieron intervenir en algunas de las más taquilleras películas de la compañía, incluyendo varios vehículos para Jackie Chan como La armadura de Dios o El tesoro de China. En algunos de sus films para Shaw y Golden Harvest, Rosamund pudo trabajar junto a su padre. 
A partir de 1991, y de nuevo para Golden Harvest, Rosamund se hizo muy popular por su papel de "Tía Yee" (13ª tía) en la serie cinematográfica de Érase una vez en China de Tsui Hark, junto a Jet Li.
Aunque su último papel cinematográfico fue en 2005, Kwan anunció oficialmente su retiro de la actuación en 2007.

## referencias
1. ↑  «Rosamund Kwan Chi-lam». HKMDb entry. Consultado el 14 de agosto de 2008.
2. ↑  «zh:关之琳息影并非为结婚 自称现在还没男友» [Rosamund Kwan retiring not for marriage, stating she has no boyfriend right now]. Xinhuanet (en chino). Archivado desde el original el 2 de diciembre de 2008. Consultado el 14 de agosto de 2008.